# Morgan Farm Area
Morgan Farm Area és una concentració de població designada pel cens dels Estats Units a l'estat de Texas. Segons el cens del 2000 tenia 484 habitants.

## Demografia
Segons el cens del 2000, Morgan Farm Area tenia 484 habitants, 144 habitatges, i 123 famílies. La densitat de població era de 56 habitants/km².
Dels 144 habitatges en un 44,4% hi vivien nens de menys de 18 anys, en un 64,6% hi vivien parelles casades, en un 15,3% dones solteres, i en un 13,9% no eren unitats familiars. En l'11,8% dels habitatges hi vivien persones soles el 4,2% de les quals corresponia a persones de 65 anys o més que vivien soles. El nombre mitjà de persones vivint en cada habitatge era de 3,36 i el nombre mitjà de persones que vivien en cada família era de 3,65.
Per edats la població es repartia de la següent manera: un 33,9% tenia menys de 18 anys, un 12% entre 18 i 24, un 26,7% entre 25 i 44, un 21,1% de 45 a 60 i un 6,4% 65 anys o més.
L'edat mediana era de 30 anys. Per cada 100 dones de 18 o més anys hi havia 102,5 homes.
La renda mediana per habitatge era de 48.500 $ i la renda mediana per família de 34.583 $. Els homes tenien una renda mediana de 46.000 $ mentre que les dones 21.354 $. La renda per capita de la població era de 13.443 $. Aproximadament el 6,7% de les famílies i el 19,1% de la població estaven per davall del llindar de pobresa.

## Poblacions més properes
El següent diagrama mostra les poblacions més properes.